# Erkki Pihkala
Risto Erkki Olavi Pihkala, född 11 juni 1938 i Aitolahti, död 2 maj 2024 i Helsingfors, var en finländsk historiker och professor.
Pihkala var 1962–1965 forskare vid Finlands Bank och 1965–1973 anställd vid Föreningsbanken. Han blev filosofie doktor 1970. Åren 1973–1975 var han verksam som biträdande professor vid Helsingfors universitet och 1975–2002 som personell extra ordinarie professor i ekonomisk historia vid Handelshögskolan i Helsingfors.
Pihkala forskade främst om den finländska utrikeshandelns historia. Bland hans arbeten märktes avhandlingen Suomen Venäjänkauppa vuosina 1860–1917 (1970), som behandlade Finlands handel med Ryssland under den autonoma tiden, och Suomalaiset maailmantaloudessa keskiajalta EU-Suomeen (2001), en skildring av Finlands roll i världsekonomin genom tiderna.
Pihkala var 1988–1995 ordförande för Finskhetsförbundet, som under denna tid radikaliserades i svenskfientlig riktning. Han anses vara upphovsman till ordet "pakkoruotsi" (tvångssvenska), en beteckning för den obligatoriska svenskundervisningen i Finlands finskspråkiga skolor.